# Schwörhaus (Ulm)

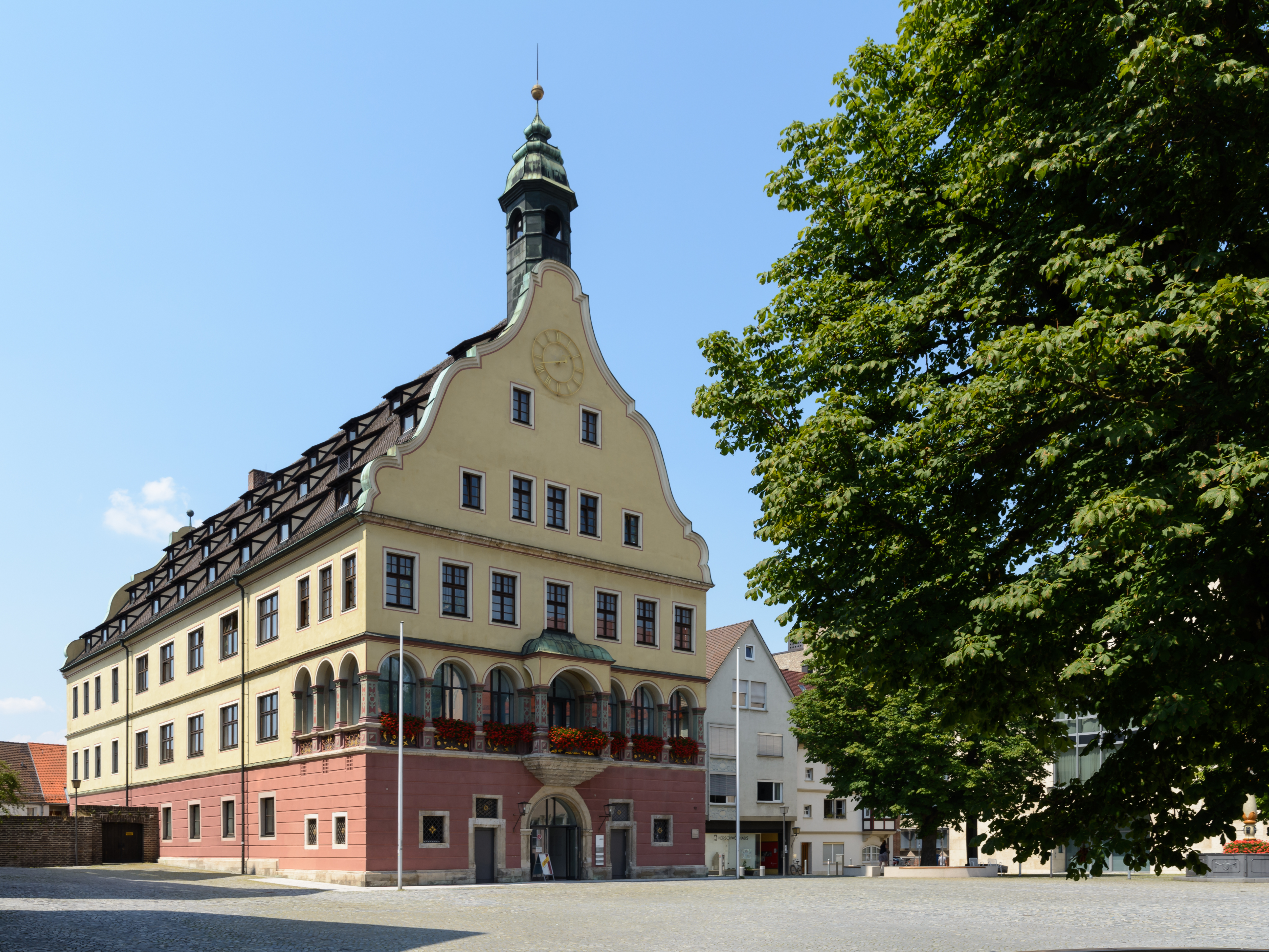
Ulmer Schwörhaus

Das Schwörhaus in Ulm ist ein zu Beginn des 17. Jahrhunderts errichteter reichsstädtischer Repräsentationsbau. Nach mehrfacher Zerstörung und Wiederaufbau wird es heute als Haus der Stadtgeschichte Ulm vom Stadtarchiv Ulm genutzt. Von seinem Balkon aus legt am Schwörmontag der Ulmer Oberbürgermeister jährlich öffentlich Rechenschaft ab.

## Geschichte bis zum 18. Jahrhundert
Das heutige Schwörhaus auf dem Ulmer Weinhof steht dort, wo sich die Kapelle der 854 erstmals erwähnten Königspfalz befand. Spätestens ab 1345 wurde dort als Symbol städtischer Souveränität der Schwörakt abgehalten, zunächst von einem kleinen sogenannten „Schwörhäusle“ aus, das an einen hohen Wehrturm („Luginsland“) angebaut war.
1612 wurde die alte Gebäudegruppe abgebrochen und an deren Stelle bis 1618 das nunmehrige Schwörhaus als dreigeschossiger Baukörper im Stil der Renaissance erbaut, mit offener Laube und einem Balkon für den jährlichen Schwörakt (Huldigungseid der Bürgerschaft und Amtseid des Bürgermeisters) im ersten Stock. Neben der repräsentativen Funktion dienten seine oberen Etagen als Kornspeicher, die Gewölbe im Erdgeschoss zunächst als Arsenal, später als Weinlager. Außerdem beherbergte das Gebäude die Stadtbibliothek; im 18. Jahrhundert wurde in den oberen Stockwerken ein Bibliothekssaal eingebaut.
Am 15. Oktober 1785 wurde der Bau wie auch ein Teil der dortigen Bibliothek bei einem Brand zerstört. Beim Wiederaufbau 1789/90 ersetzte man den Renaissancegiebel durch einen barocken Volutengiebel und den ehemals über Eck gestellten Dachreiter durch einen zentralen achteckigen Dachreiter mit Zwiebelhaube.

## Geschichte ab dem 19. Jahrhundert

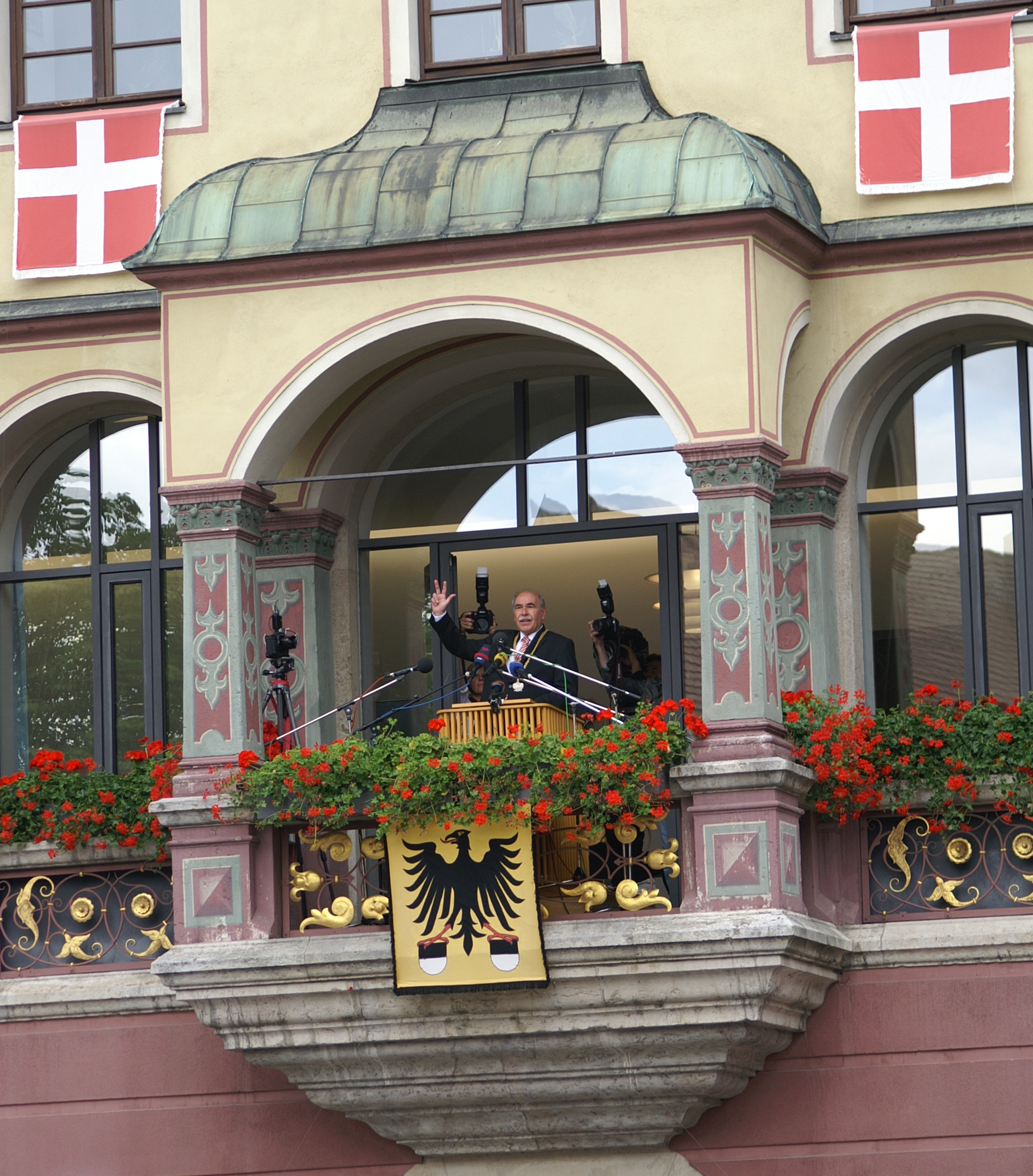
Amtseid des Ulmer Oberbürgermeisters vom Balkon des Schwörhauses (2009)

1802 verlor Ulm seinen Status als Freie Reichsstadt, 1805 veranlasste die nunmehr bayerische Herrschaft den Abbruch des Balkons als unnötig gewordenes reichsstädtisches Symbol. Nach dem Übergang Ulms an das Königreich Württemberg 1810 erfüllte das Schwörhaus verschiedene amtliche Aufgaben, so war es 1822 bis 1897 Sitz des königlichen Gerichtshofs für den Donaukreis. 1898 erwarb die Stadt das Schwörhaus zurück, damit konnte der Ulmer Gemeinderat während des Rathaus-Umbaus dorthin ausweichen.
1908 wurde das Gebäude nach Westen verlängert, um neben der Stadtbibliothek auch das Stadtarchiv aufnehmen zu können. Bereits ab 1906 beherbergte es zudem eine Frauenarbeitsschule sowie Räume für Ausstellungen. 1910 ließ die Stadt den Balkon erneuern, und 1915 erhielt das Schwörhaus historisierende Wandmalereien. Beim schweren Luftangriff am 17. Dezember 1944 brannte das Schwörhaus aus, ein Jahr später stürzte auch der zunächst stehengebliebene Ostgiebel ein.
1954 wurde das mit Barockgiebel, jedoch ohne Bemalung wiederaufgebaute Schwörhaus im Rahmen einer Schwörmontagsfeier wieder eingeweiht. Seitdem legt von seinem Balkon der Ulmer Oberbürgermeister wieder jährlich öffentlich Rechenschaft ab. Nutzer des Gebäudes wurden wiederum Stadtbibliothek und Stadtarchiv. Nachdem die Bibliothek 2004 in einen separaten Neubau übergesiedelt war, erfolgte ein Innenumbau des Schwörhauses zum „Haus der Stadtgeschichte Ulm“ mit einem Dauerausstellungsraum im Erdgeschoss. An dessen Westwand ist ein Mauerteil der aus staufischer Zeit stammenden Pfalzkapelle freigelegt.

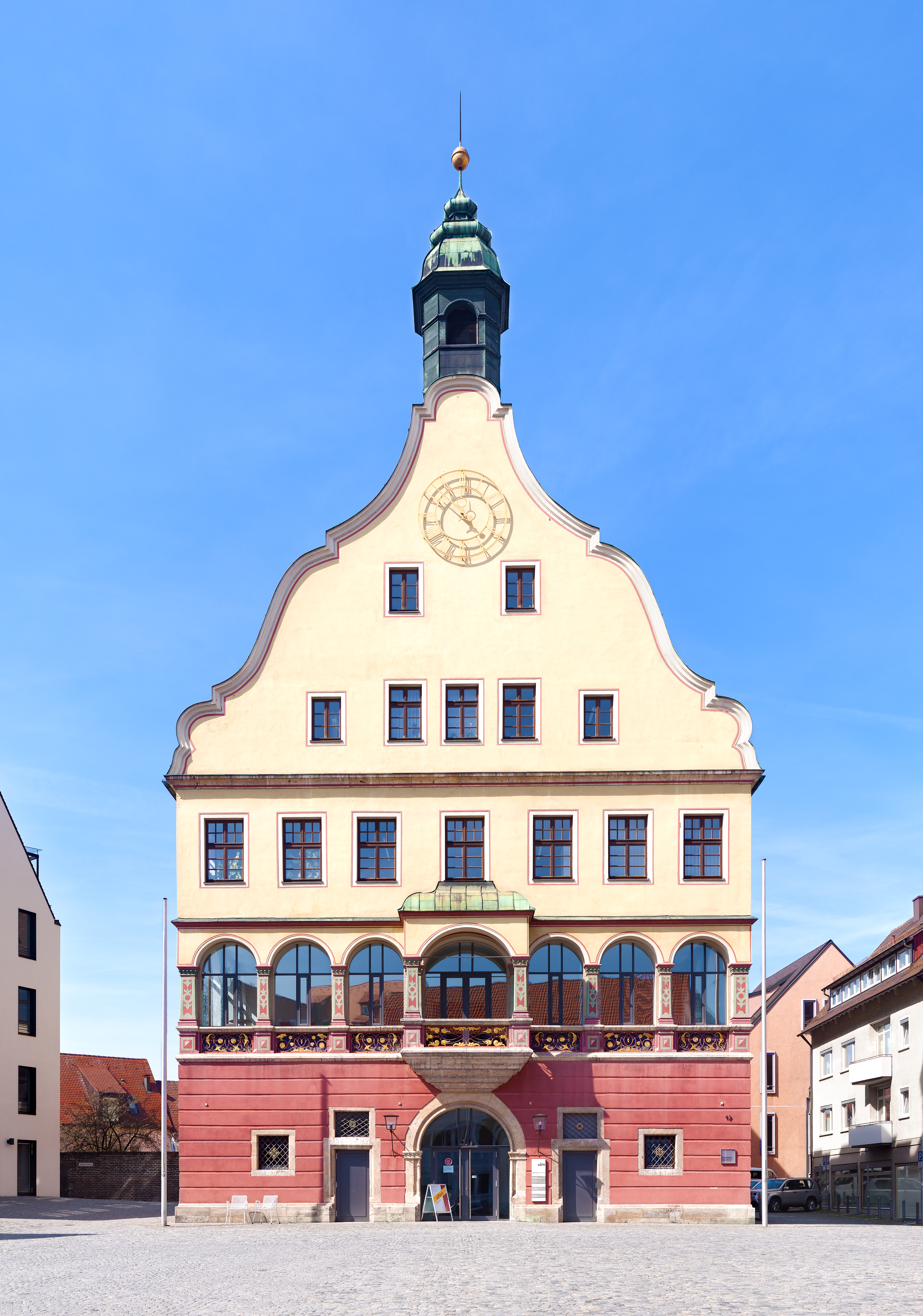
Frontansicht
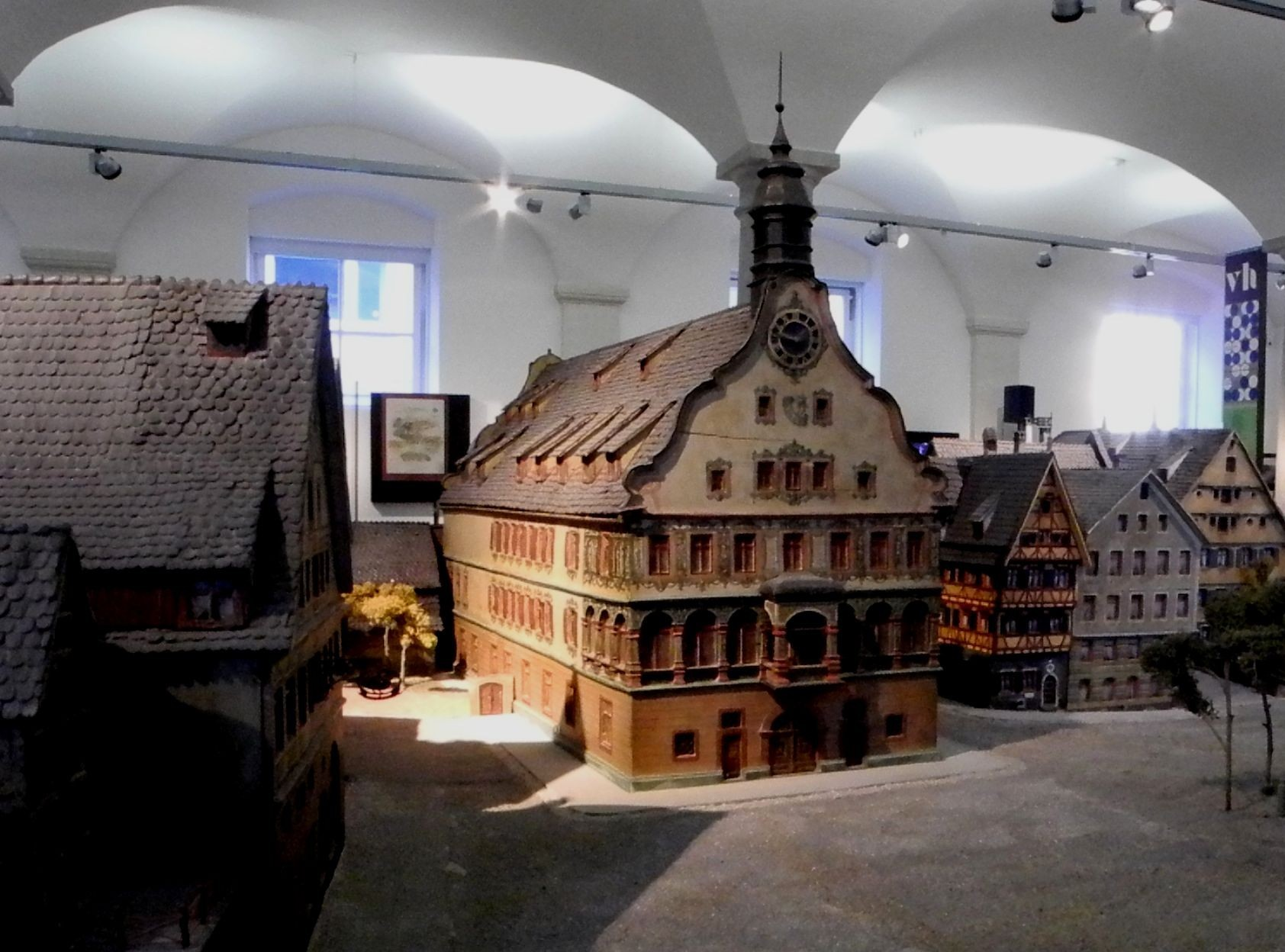
Modell um 1900, von Südost.
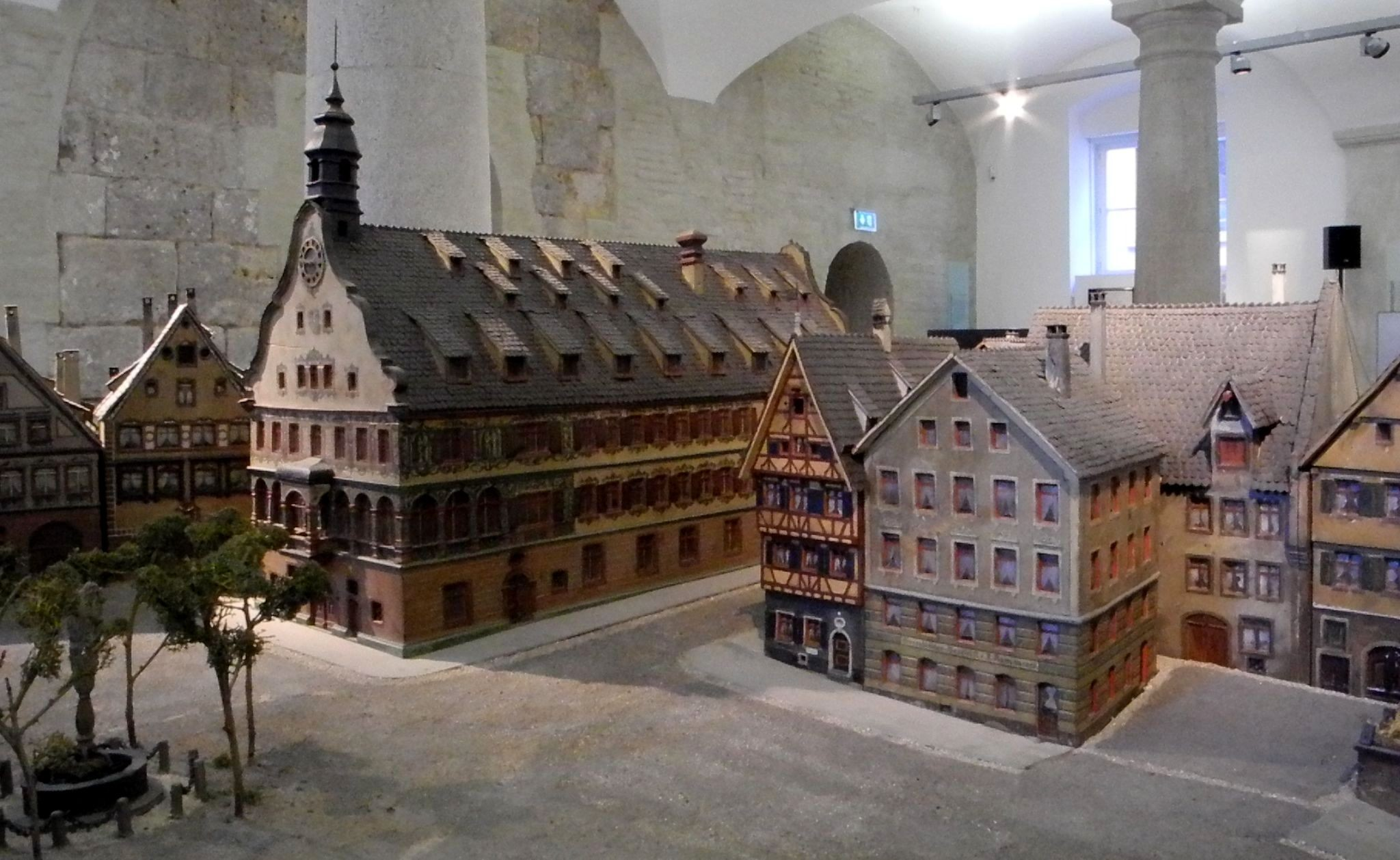
Modell um 1900, von Nordost.
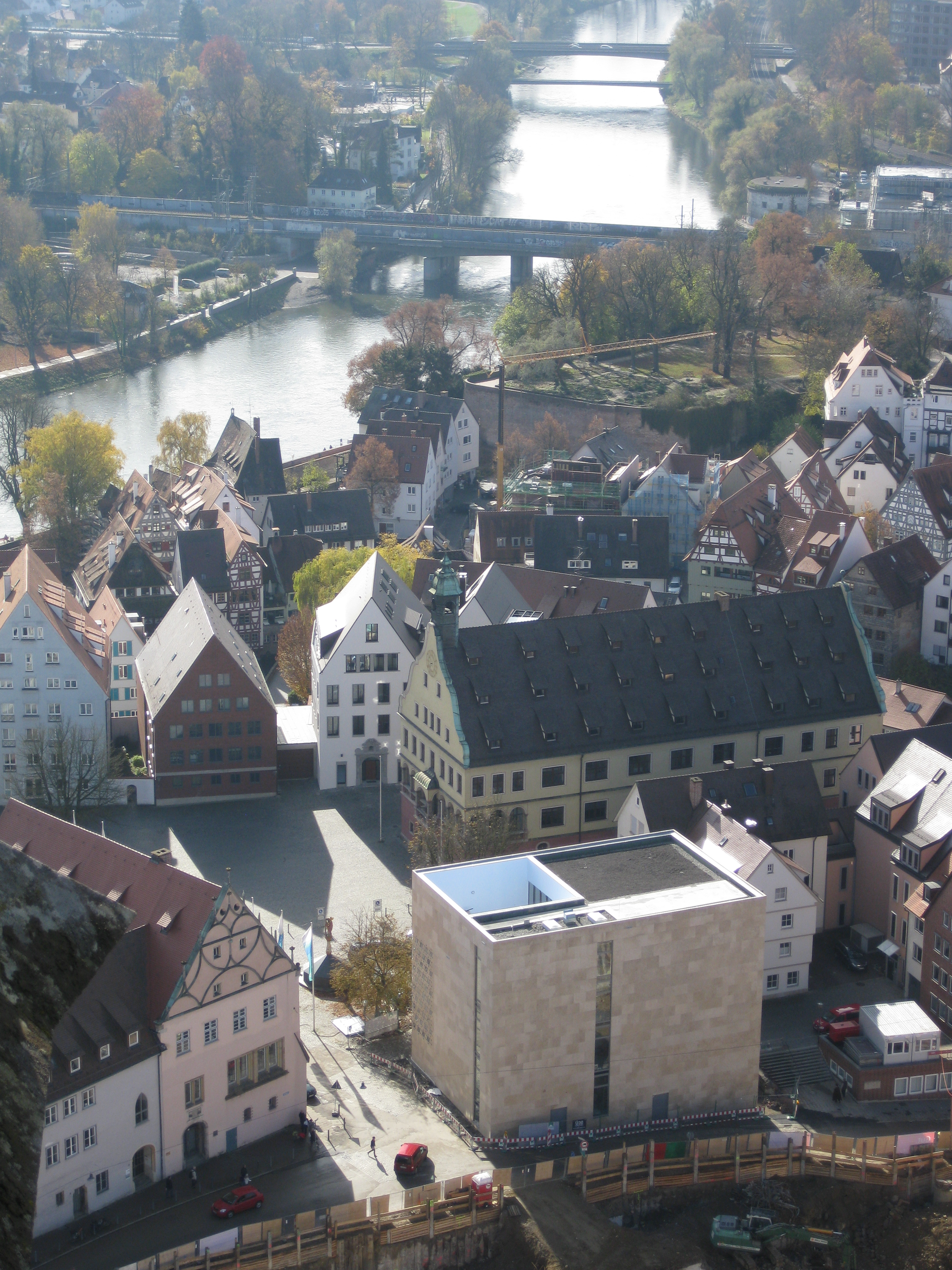
Das Schwörhaus vom Ulmer Münster.